# هنري سامبسون (مخترع)
هنري سامبسون (بالإنجليزية: Henry Sampson)‏ هو مهندس ومخترِع أمريكي، ولد في 1934 في جاكسون في الولايات المتحدة، وتوفي في 4 يونيو 2015 في ستوكتون في الولايات المتحدة.